# Kimball, Nebraska

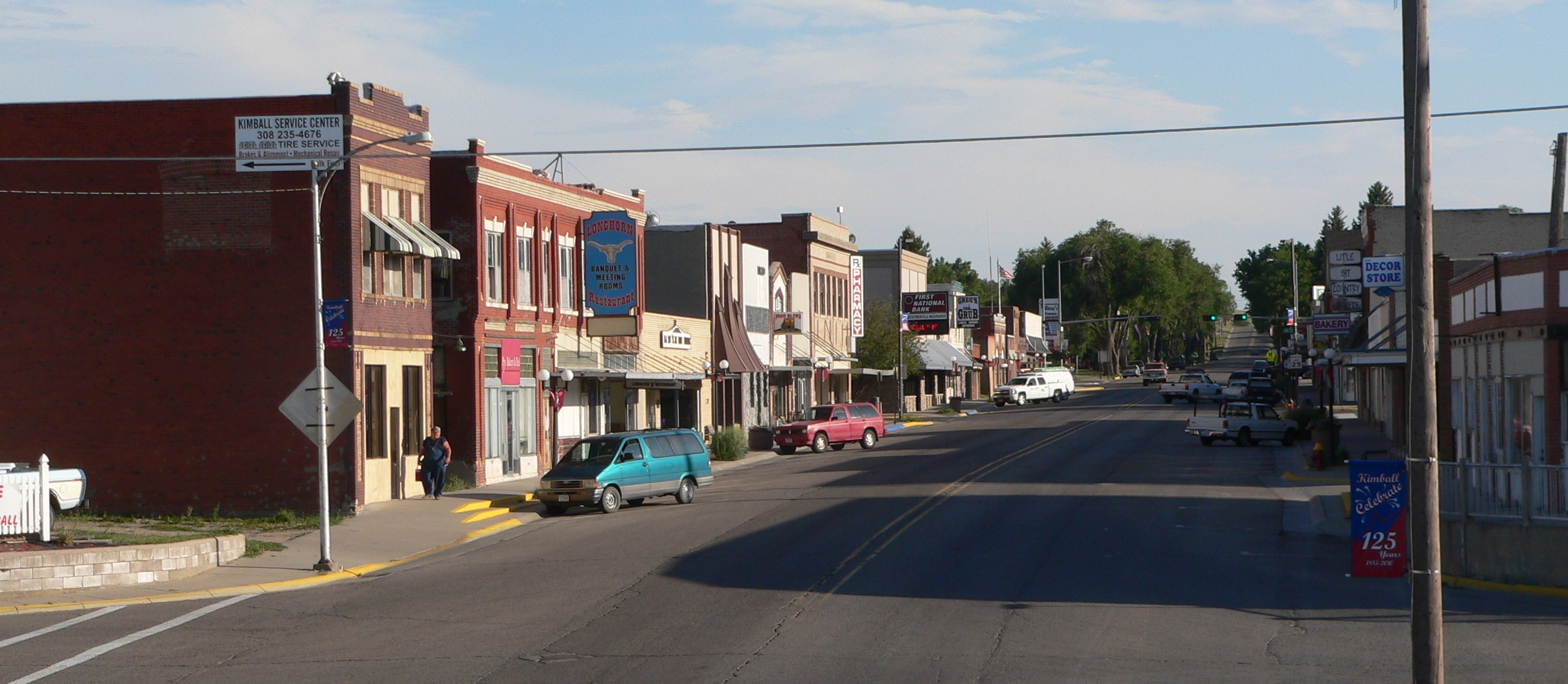
South Chestnut Street, vy från järnvägsviadukten.

Kimball är en stad (city) i västra delen av den amerikanska delstaten Nebraska och huvudort i Kimball County. Staden hade 2 496 invånare vid 2010 års folkräkning.

## Geografi
Kimball ligger på 1 437 meters höjd på High Plains, på södra sidan av vattendraget Lodgepole Creek. Staden använder sloganen The High Point of Nebraska! då Panorama Point, Nebraskas högsta punkt, ligger i Kimball County; dock är inte orten Kimball i sig Nebraskas högst belägna stad. Staden ligger i den sydvästra delen av Nebraskas "handtag", i närheten av delstatsgränserna mot Wyoming och Colorado.

## Historia
Staden kallades ursprungligen Antelopeville och grundades efter Union Pacifics bygge av den transamerikanska järnvägen förbi platsen, omkring år 1870. 1885 döptes orten om efter Thomas Kimball, en järnvägstjänsteman, och 1888 fick orten stadsrättigheter.

## Kommunikationer
Union Pacifics öst-västliga stambana genom staden används idag enbart för godstrafik.
Den transkontinentala motorvägen Interstate 80 har en avfart strax söder om staden och den gamla landsvägen U.S. Route 30 utgör den stora öst-västliga genomfartsvägen genom stadskärnan.